# راينباخ
راينباخ هي مدينة المانيه صغيره واقعة في ولاية نوردراين فستفالن تتبع في التقسيم الادراي مقاطعة راين زيغ والتي تتخذ من زيغبورغ عاصمة لها.

## معلومات عامة

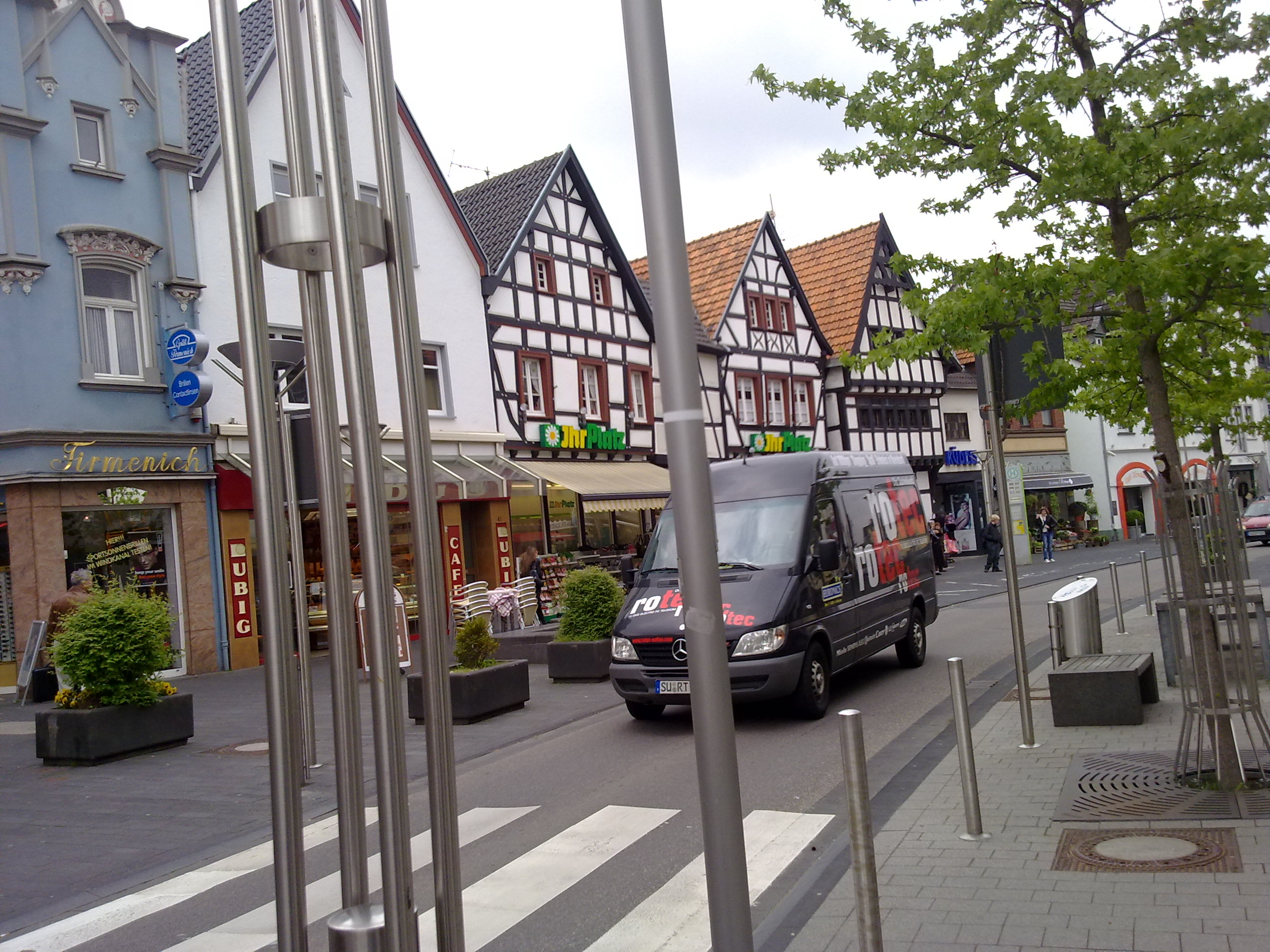
صورة أحد شوارع مدينة راينباخ

| الولاية         | شمال الراين - وستفاليا |
| المنطقة الأدايه | كولونيا                |
| التقسيم الإداري | دائرة راين زيغ         |
| المساحة         | 69 كم مربع             |
| السكان          | 27 الف نسمة            |
| الرمز البريدي   | 53359                  |
| مفتاح المدينة   | 02226                  |
| عمدة المدينة    | ستفان رتز              |

## الجغرافيا
تقع راينباخ في الجزء الجنوبي الغربي من مدينة بون. وتبعد عن مدينة بون حوالي 14 كم.

## التاريخ
تمر بها القناة الرومانية والتي بنيت حوالي 80 قبل الميلاد وقد كانت تمر هذه القناة التاريخية في مناطق عديده في راينباخ والتي تحولت حاليا إلى معالم صغيره ومكانها بنيت شوارع وكذا تمر الآن السكة الحديدية من خلال بعض اثار هذه القناة التاريخية. خلال الحرب العالمية الثانية، لحقت اضرار بالغه بالمدينة ودمرت العديد من المباني تماما.

## الاقتصاد
تشتهر هذه المدينة الصغيرة بصناعة الزجاج وعلى مر التاريخ يقترن اسم هذه المدينة بصناعة الزجاج ولهذا تدعى مدينة الزجاج هذا إلى جانب شهرتها بالمدارس القديمة التي كانت ولا زالت شهيره بها وتسمى كذا بمدينة المدارس موقع المدينة.
يوجد بها متحف شهير وهو متحف الزجاج حيث يجد به الزائر الكثير من التحف الزجاجيه وكذا تاريخ هذه المدينة مع الزجاج.

## التعليم
كما جاء في المحتوى السابق فهذه المدينة شهيره بالمدارس والمعاهذ الخاصة والعامه وكذا يوجد فيها العديد من رياض الأطفال والتي تمثل جزء من نظام التعليم في هذه المدينة. المدارس الشهيرة منها مدرسه جمنازيوم جوزيف وشتاتلش جمنازيوم وغيرهما.
الجامعة الحديثة ذو المبنى الجديد والتخصصات التقنية جامعة بون راين زيغ للعلوم التطبيقه يوجد فيها فرع كبير من الحرم الجامعي التابع لها في راينباخ والذي يشمل عدة كليات منها كلية إدارة الأعمال وكلية العلوم التطبيقه وكذا برامج عاليه وعالميه في الدراسات العليا

## وصلات خارجية
دليل ألمانيا من دويتشه فيله